# Egy gondolat bánt engemet

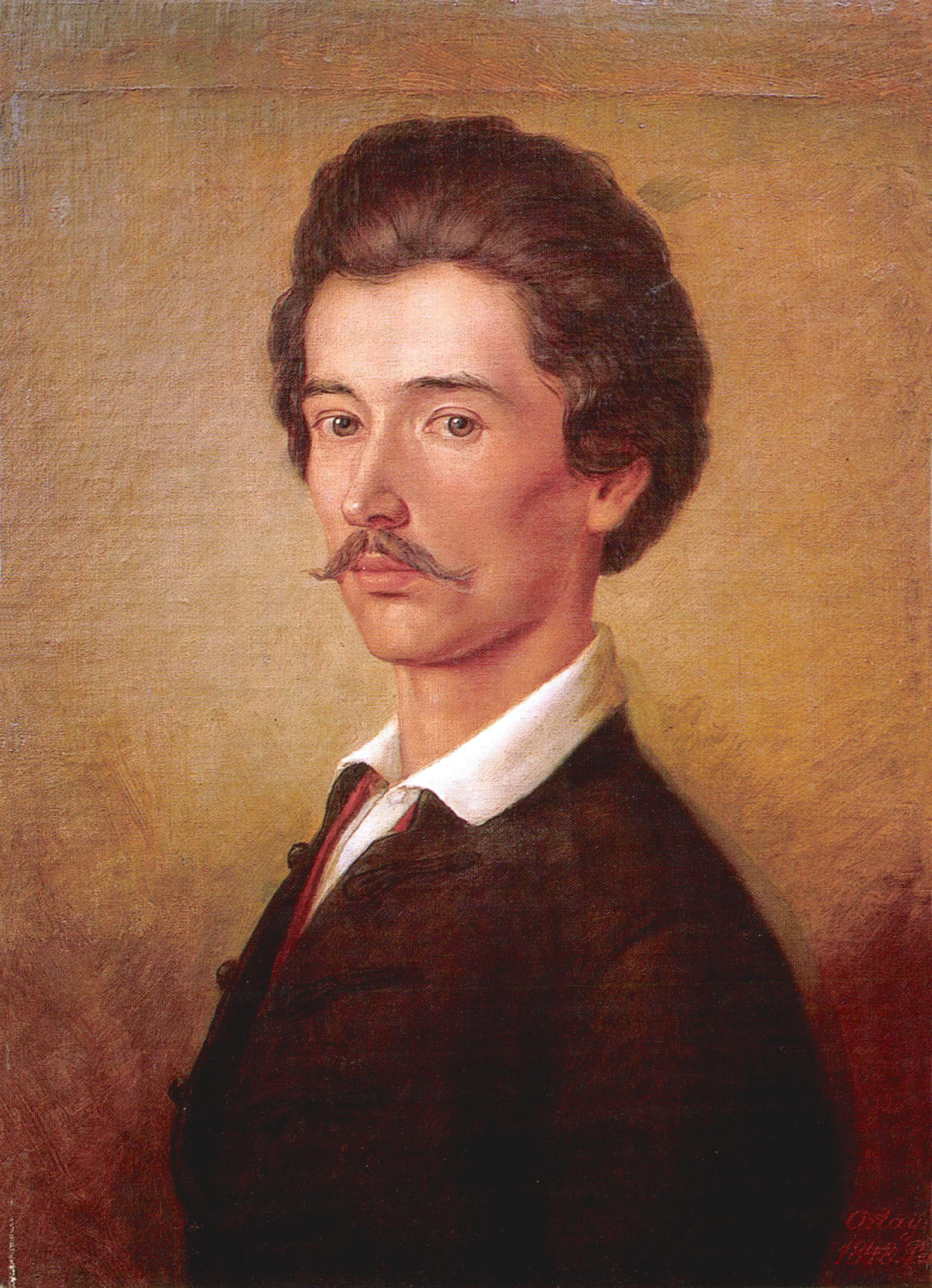
Orlai Petrich Soma: Petőfi Sándor (1840-es évek)

Az Egy gondolat bánt engemet... Petőfi Sándor verse, romantikus rapszódia, amelyben a költő a megsejtett világforradalom vízióját jeleníti meg.

## Keletkezése
A költő művészi és politikai érlelődése szakaszában (1846–1848) írta ezt a művét. Erre a pályaszakaszra jellemző a kilábalás a válsághangulatból, a francia forradalom radikális eszméinek hatása, forradalmi látomásköltészet, a szerelmi és hitvesi költészet és a tájköltészet. 
Ez a vers a forradalmi látomásköltészetébe sorolható. Ugyanerről a témáról szól A XIX. század költői és Az ítélet című költeménye is. A Sors, nyiss nekem tért egyik kulcsszava a „halál” volt.
Petőfi az Egy gondolat bánt engemet... című versét 1846 végén írta. A költő az esztendő utolsó napján eltöpreng a jövőről.

## Műfaja
A rapszódia szélsőséges érzelmeket fejez ki, eltérő versformákat váltogat. Csapongó, változó ritmika jellemzi, fölhevült és elkomoruló hangulatok, érzelmek áradnak benne (elégikus, szenvedélyes, szentimentális).
Más vélemény szerint azonban a vers korántsem rapszódia. „Rapszódiának mondják, a formatörő, szertelen csapongás iskolapéldájának, holott maga a megtestesült szimmetria. Nyoma sincs benne csapongásnak: egyetlen gondolat következetes kifejtése az egész vers, előbb tiltakozó, majd óhajtó formában. Szerkezetének három ízületét maga Petőfi jelölte ki, a 12. és 30. sor után elhelyezett gondolatjelekkel: az első rész a bevezető hasonlatoké, a második a csataleírás, a harmadik a temetés. A három rész aránya a 36 soros költeményben: 12 – 18 – 6; a hangsúlyos középső rész terjedelme pontosan akkora, mint a másik kettőé együtt. Közelebbi vizsgálat egyéb szimmetriákat is feltár.”

## Szerkezete
- A vers két kulcsszava: a világszabadság és a halál. A világszabadságért folyó küzdelemben a költő a hősi harcot és a halált is vállalja.

### Első rész (1–12. sor)
Témája: a halál. Kétféle halál lehetőségét állítja szembe egymással:
- 1–8. sor: a hosszú, lassú, de eseménytelen életet, a hétköznapi elmúlást utasítja el a költő.

metaforái: 
- a féreg rágta lassan pusztuló virág,

- üres szobában álló lassan elégő gyertyaszál.
Kétszeres tiltó felkiáltással jelzi a költő az elutasítást: „Ne ily halált adj, istenem, / Ne ily halált adj énnekem!”
- 9–12. sor: az előzőekben szereplő statikus képekkel szemben álló gyors halál víziója. A korai halállal járó dicső sors vállalásának szemléltetésére dinamikus, erőszakos halálfajtákat mutat be:

- villám sújtotta, a vihar kicsavarta fa;

- mennydörgés ledöntötte szikla.
A kétféle képsor hatalmas ellentétet állít szembe egymással. Az igenlő felszólítások nyomatékosítják Petőfi vágyait („Legyek…,Legyek…”).
Három pont jelzi, hogy még folytathatná e gondolatsort, de megszakítja, hangnemet vált.

### Második rész (13–30. sor)
Ennek a szerkezeti résznek a 18 sora egyetlen hömpölygő feltételes összetett mondat: a forradalom elképzelése és a hősi halál vágya sebesen pergő csataképekben. Témája: a világ népeinek ütközete a zsarnokság ellen a szabadságért, melyben a költő az életét adja.
- Az első 13 sor a feltételeket bontja ki: mikor szeretne ő meghalni. A hegyi táj eltűnik, egy óriási síkság látomása jelenik meg, mely egy harcmező, ahol a világ minden szolga népe elfér. Ezek felsorakozva indulnak a világszabadságot kivívni.

- A szerkezeti rész 2. fele a főmondat. Alapgondolata annak a vágynak a megfogalmazása, hogy ő is a csatamezőn szeretne lenni („ott…, ott…,”), mert életét szeretné áldozni ebben az ütközetben. Ez a 10 sor a vers érzelmi csúcspontja: itt teljesül be az életáldozat. A hangokkal („harsog, kiáltás, acél zörej, ágyúdörej”), dinamikus mozgásokkal (a jambikus sorokat itt anapesztusok gyorsítják) és a színekkel (főként a vörös) válik a jelenet képszerűvé.

### Harmadik rész (31–36. sor)
A szabadsághős megdicsőülése, az elképzelt győzelem után. Hangnemváltással folytatódik a vers: a csatazajt felváltja az ünnepélyes, lassú gyászzene, a vörös színt a fekete. A verselés is megváltozik: a jambusokat spondeusok lassítják. A harcmezőn elesettek temetésének látomása zárja a verset. A rapszódiát Petőfi a vers legfőbb gondolatával: a világszabadság jelszavával fejezi be.

## A vers
Egy gondolat bánt engemet...

Egy gondolat bánt engemet:

Ágyban, párnák közt halni meg!

Lassan hervadni el, mint a virág,

Amelyen titkos féreg foga rág;

Elfogyni lassan, mint a gyertyaszál,

Mely elhagyott, üres szobában áll.

Ne ily halált adj, istenem,

Ne ily halált adj énnekem!

Legyek fa, melyen villám fut keresztül,

Vagy melyet szélvész csavar ki tövestül;

Legyek kőszirt, mit a hegyről a völgybe

Eget-földet rázó mennydörgés dönt le... 

Ha majd minden rabszolga-nép

Jármát megunva síkra lép

Pirosló arccal és piros zászlókkal

És a zászlókon eme szent jelszóval:

„Világszabadság!”

S ezt elharsogják,

Elharsogják kelettől nyúgatig,

S a zsarnokság velök megütközik:

Ott essem el én,

A harc mezején,

Ott folyjon az ifjui vér ki szivembül,

S ha ajkam örömteli végszava zendül,

Hadd nyelje el azt az acéli zörej,

A trombita hangja, az ágyudörej,

S holttestemen át

Fújó paripák

Száguldjanak a kivivott diadalra,

S ott hagyjanak engemet összetiporva. 

Ott szedjék össze elszórt csontomat,

Ha jön majd a nagy temetési nap,

Hol ünnepélyes, lassu gyász-zenével

És fátyolos zászlók kiséretével

A hősöket egy közös sírnak adják,

Kik érted haltak, szent világszabadság!
(Pest, 1846. december)